# Безопасность в беспроводных самоорганизующихся сетях
Безопасность в беспроводных самоорганизующихся сетях — это состояние защищённости информационной среды беспроводных самоорганизующихся сетей.

## Особенности беспроводных самоорганизующихся сетей
- общая среда передачи данных
- все узлы сети изначально равноправны
- сеть является самоорганизующейся
- каждый узел выполняет роль маршрутизатора
- топология сети может свободно меняться
- в сеть могут свободно входить новые и выходить старые узлы